# Mudenur, Hadagalli
Mudenur là một làng thuộc tehsil Hadagalli, huyện Bellary, bang Karnataka, Ấn Độ.